# Club de Gimnasia y Esgrima (Buenos Aires)
O Club de Gimnasia y Esgrima (também conhecido pelo acrônimo G.E.B.A.) é um clube multi-desportivo da Argentina, da cidade de Buenos Aires. É uma das mais antigas instituições do país, fundada em 1880. O Gimnasya y Esgrima é igualmente um dos maiores clubes do país, com cerca de 30 modalidades diferentes sediados nos três edifícios que a instituição possui em Buenos Aires.

## História
A instituição foi fundada como Club Cosmopolita de Gimnasia y Esgrima em 11 de Novembro de 1880, pelos entusiastas de Esgrima e Ginástica na "Confitería del Aguila", um café tradicional de Buenos Aires. Léon Marchand foi designado como presidente do clube.

Três anos mais tarde, em 1883, o clube mudou para o seu atual nome, Club de Gimnasia y Esgrima. Em 1909, Ricardo Camilo Aldao tornou-se presidente da instituição.

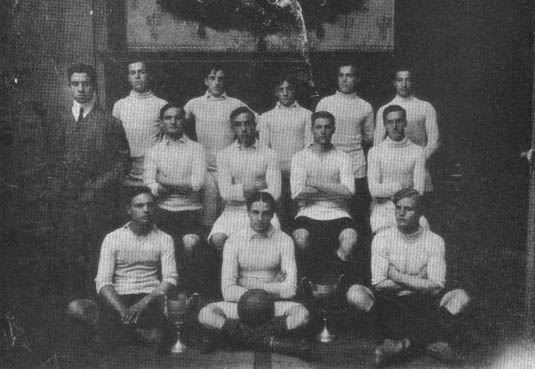
Equipa de futebol do GEBA em 1906.

A equipa de futebol participou nos campeonatos da Primera División durante a era do futebol amador. Depois de ganhar a segunda divisão em 1909, o Gimnasia y Esgrima foi promovido ao principal escalão, onde permaneceu entre 1910 e 1917, ano em que foi despromovida ao ser 20º entre 21 equipas. O clube cessou a filiação à Associação pouco depois, embora tenha continuado a praticar futebol até aos dias de hoje.
Em 1912, o Gimnasia y Esgrima fez parte da primeira quebra no futebol argentino, devido a um conflito causado pela posição do clube sobre as vendas de bilhetes para os jogos de futebol. O Gimnasia estabeleceu que os seus membros não deveriam pagar pelos bilhetes devido à sua filiação, o que lhes permitia participar em todas as atividades, incluindo acesso livre ao estádio. O clube também exigiu uma maior percentagem das receitas das vendas de ingressos. O conflito persistiu até ao Gimnasia decidir cessar a sua filiação com a Associação, a 14 de Julho de 1912, estabelecendo uma nova liga, a Federación Argentina de Fútbol, presidida  pelo próprio Ricardo Aldao.

Outros clubes seguiram o Gimnasia y Esgrima, como o Porteño, o Estudiantes de La Plata, o Independiente, e outras equipas da segunda divisão. A nova liga organizou os seus próprios campeonatos entre 1912 e 1915, antes de ambas se unirem para originarem a  Asociación Argentina de Football, terminando o conflito.

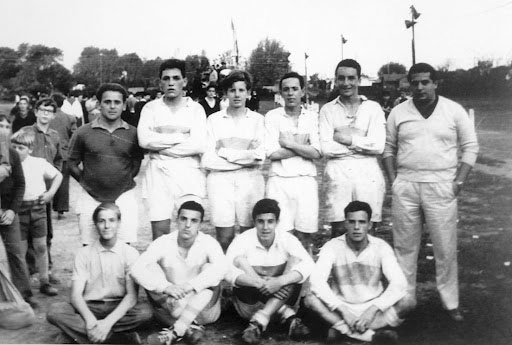
Equipa de rugby union em 1964.

O estádio do clube, com capacidade para 18.000 espectadores, foi a casa onde a seleção nacional de futebol jogou os seus duelos caseiros desde 1910, estreando-se durante o Torneo Centenario de la Revolución, lá realizado. No último jogo do torneio defrontou o Uruguai, e aconteceu uma revolta depois de anunciada a suspensão do jogo. Parte das bancadas ficou destruída pelo fogo. Depois da reconstrução da infraestrutura realizaram-se diversos jogos de futebol, mesmo depois do Gimnasia terminar a filiação à Associação.

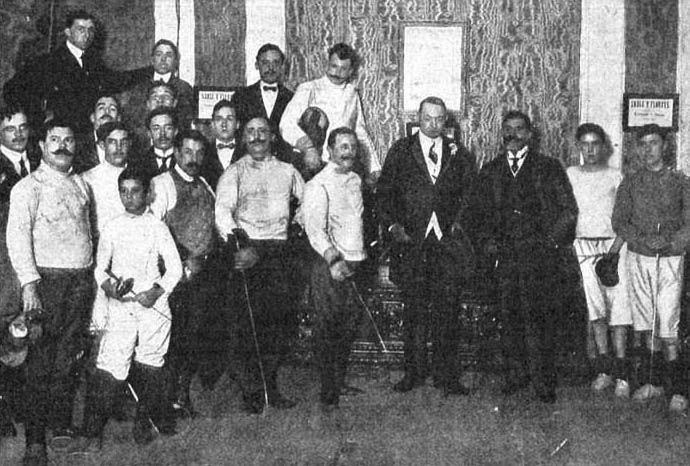
Esgrimistas do clube em 1912.

Depois de deixar os campeonatos oficiais de futebol na década 1910, o rugby union foi um dos mais relevantes desportos do Gimnasia y Esgrima, que venceu o Torneio de URBA de 1911 e 1912. O clube viria a conquistar mais dois títulos, em 1932 e 1939, no seu último título até hoje. O G.E.B.A. joga atualmente no primeiro escalão da liga de rugby union argentina.
Em 1942, o presidente Aldao mudou-se para o apartamento de convidados do clube, tornando-o em casa permanente. A única condição requerida por Adao para aqui morar seria pagar mensalmente um aluguer que seria de seis por cento dos investimentos feitos pelo clube quando o apartamento foi construído. Em 1947, depois de 40 anos na presidência da instituição, Adao resignou ao cargo, com receio de uma possível intervenção do governo militar da Argentina no clube.
O Gimnasia obtece uma boa reputação no hóquei em campo feminino, devido às suas boas prestações na década de 2000: ganhou o Torneio Metropolitano por sete vezes, com seis do títulos consecutivos até 2012.
Em Setembro de 2014, ta equipa sénior de rugby union voltou à primeira divisão após superar o Manuel Belgrano por 23-16 nos playoffs da Zona Reubicación.

## Instalações
O clube tem três infraestruturas para praticar diversos desportos. Todas são na cidade de Buenos Aires.
- Aldao: homenageando Ricardo Aldao, um dos mais relevantes presidentes da instituição, e também fundador da liga dissidente Federación Argentina de Fútbol em 1912. Aldao também "emprestou" o seu nome ao troféu Copa Aldao, realiazada entre 1913 e 1955 entre as equipas da Associação de Futebol Argentina e da Associação Uruguaia de Futebol. Com 35.000 m2, a instalação está na rua Bartolomé Mitre, da cidade de Buenos Aires. Aqui praticam-se pelota basca, boxe, bridge, xadrez, artes marciais, Ginástica artística e Ioga.

- Jorge Newbery: o nome homenageia Jorge Newbery, pioneiro da aviação argentina e também esgrimista notável (vencedor do primeiro campeonato Sul-Americano no Gimnasia y Esgrima, em 1901), e que faleceu em 1914. A instalação tem uma área de 55.000 metros quadrados na Avenida Dorrego, perto do Planetário Galileo Galilei no distrito de Palermo. Alguns dos desportos aqui praticados incluem atletismo, natação e pólo aquático. Mas também aqui está o Estádio G.E.B.A., palco dos jogos caseiros das equipas de futebol e rugby union do clube. A selecção argentina de rugby union jogou aqui até à década de 1990,[11] embora o estádio seja atualmente usado sobretudo para concertos.[12] Vai ser a sede do rugby sevens nos Jogos Olímpicos da Juventude de 2018.[13]

- San Martín: É o maior edifício, com uma área de 139.000 metros quadrados na avenida Figueroa Alcorta. Praticam-se aqui desportos como futebol, patinagem em linha, rugby union, ténis de mesa e voleibol. Será igualmente sede do hóquei em campo nas Olimpíadas da Juventude de 2018.[13]

## Atletas notáveis

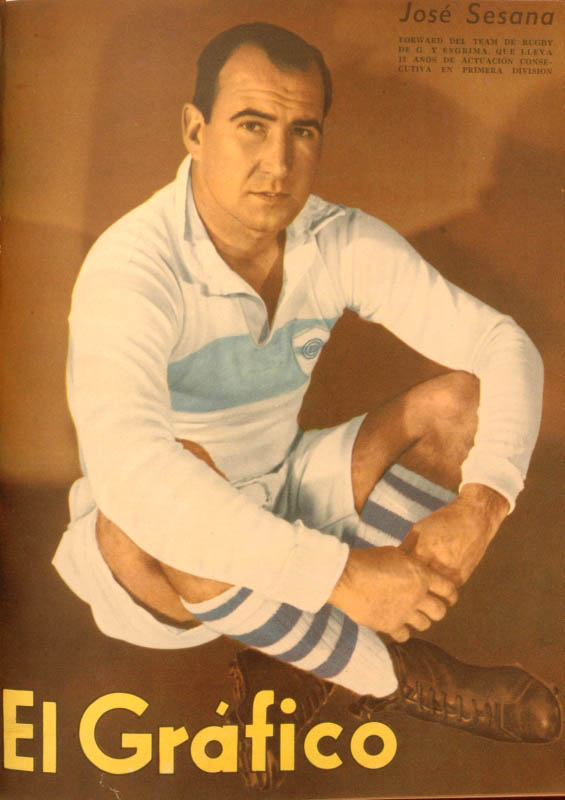
José Sesana, elemento da equipa de rugby que venceu o último título do clube, em 1939.

| Atleta             | Desporto        |
| ------------------ | --------------- |
| Martin Naidich     | Natação         |
| Damián Blaum       | Natação         |
| José Sesana        | Rugby union     |
| Luciana Aymar      | Hóquei em campo |
| Jorge Prezioso     | Rugby union     |
| Patricio Cammareri | Hóquei em campo |

## Equipamentos
O Gimnasia y Esgrima usa nas suas equipas uma camisola branca com uma faixa horizontal azul clara ao nível do peito, que permanece no equipamento suplente habitual, cuja cor principal é azul escuro.

## Palmarés

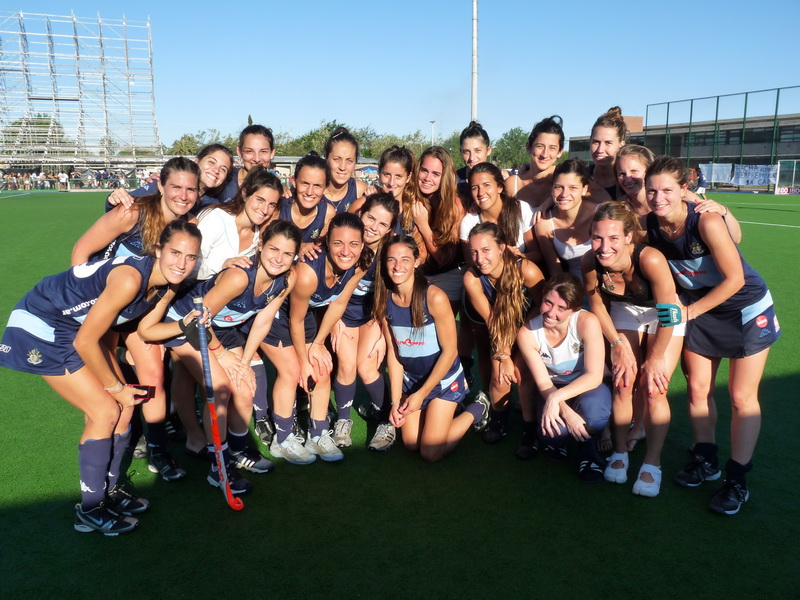
A equipa feminina de hóquei em campo campeã em 2010.

### Basquetebol
- Primera División (2): 2006, 2014

### Futebol
- Primera B (1): 1909
- Primera C (1): 1906

### Hóqueim em campo
Feminino
- Metropolitano de Primera División (8): 1965, 2007, 2008, 2009, 2010, 2011, 2012,[20][21][22] 2013[23][24][25]

### Rugby union
- Torneio da URBA (4): 1911, 1912, 1932, 1939

### Voleibol
- Liga Feminina A1 (3): 1996-97[26], 1997-98[26] e 2003-04[27]

## Concertos musicais
O clube costuma arrendar duas das suas instalações para concertos e eventos, sobretudo a de Jorge Newbery. Diversos artistas nacionais já tocaram no Estádio G.E.B.A. do Gimnasia y Plata.